# Hieracium stenomischum
Hieracium stenomischum là một loài thực vật có hoa trong họ Cúc. Loài này được Omang mô tả khoa học đầu tiên năm 1912.